# アレクサンドル・アレクセイエフ
アレクサンドル・アレクサンドロヴィッチ・アレクセイエフ（Alexandre Alexandrovitch Alexeieff、1901年4月18日– 1982年8月9日）は、主にパリで活躍したロシア出身の芸術家、映画製作者、木版画家、イラストレーター、アニメーター。
クレア・パーカー（1906-1981）と共にピンスクリーンアニメーションを発明。また、アニメーション技術の集計を行った。ピンスクリーンアニメーションで6本の映画、その他41本の広告映画、41冊の本を制作した。

## 来歴
1901年4月18日、アレクセイエフはロシアのカザンの町で生まれた。父親の駐在武官の仕事の都合で幼少期はイスタンブールで過ごした。
父親の死後、アレクセイエフの家族は苦難に直面した。母親は子供たちを連れて最初にウクライナの都市オデッサの近くで義理の兄弟と滞在し、次にラトビアの首都リガに行った。そして最後にロシアのガッチナの町（サンクトペテルブルクの近く）に定住した。
ラトビアの首都リガにいる間、少年だったアレクセイエフは初めて映画というものに出会い、衝撃を受けた。たまたま座っていた場所の近くにあるプロジェクターのレンズに、スクリーンに映し出された同じ映像が映り込んでいることに気づき、驚いた。
アレクセイエフは7歳のとき、未亡人となった母親に支給される少額な年金を徴収するため、役所によく並ばせられていた。 「ここでいい子にして待っててね、すぐ戻ってくるから！」と母親が言い残しアレクセイエフを椅子に座らせてドアから出た後、アレクセイエフは母が二度と戻らないのではないかと恐れた。顔見知りの少年が、「僕の母は居なくなった、二度と戻ってこなかったよ！」と言ったからだ。
ロシアの町ガッチナでは、アレクサンドルは近くの道路の木製の柵に沿って一人で歩いた。彼はよく柵の中で遊んでいた兄に電話をして、「ママは死んだから、これからは真面目に学校に通って！」と叫んだ。しかし単に、母親が留守にしていただけであり、息子のために彼女自身を犠牲にしていたことに後々気づいたと語っている。 アレクセイエフの家族はガッチナに定住し、後に近くのレスノイに引っ越した。

### 7歳：海軍兵学校
7歳の時、アレクセイエフはサンクトペテルブルクのロシア海軍兵学校に入学した。次兄ニコライは、片方の耳が聞こえなかったため学校に通うことが出来なかった。長兄ウラジミールはアレクセイエフと同じ学校の生徒だったが、互いに会うことはなかった。しかし兄弟ともに最良の生徒であったため、二人の名前は学校の壁に刻まれた。

#### 描画クラス
アレクセイエフが学校で一番好きだったのは描画クラスであった。それは描画クラスを担当していた男性の美術教師が、創意工夫のある授業を行っていたからである。例えば、記憶から絵を描く方法。まずバイオリンなどのさまざまな物体を教室に並べて、それを素早く回収する。そして、生徒に並べた物体を思い出させ、描画させた。このトレーニング方法は、アレクセイフがイラストレーターとして仕事をする上で非常に役に立った。また、ダンスなどの動く人物ドローイングや、生徒を休日に連れ出しスケッチさせたり、卓上に並べたごちそうのデッサンをさせた。また生徒に文章を与え、その文章に沿った絵を描かせるなどの想像力を養う授業を行った。 

#### 文芸雑誌
また、海軍兵学校でアレクセイエフは文芸雑誌を制作、発行した。雑誌には学生作品が含まれており、友人たちは真剣に受け止めていなかったが、アレクセイエフは学校に対して製作資金を請願することが可能となった。また非常に貴重な図書館へのアクセス権も得ることができた。 

### 16歳：ロシア革命
1917年、アレクセイエフが16歳の時、海軍兵学校があったサンクトペテルブルクにてロシア革命（十月革命）が起きる。それに巻き込まれて、アレクセイエフの次兄ニコライと、母方の叔父が亡くなる。海軍兵学校は3日間閉鎖され、アレクセイエフは電車でレスノイに緊急避難した。叔父（母親の兄弟）はボリシェヴィキによって投獄、処刑されてしまい、兄二人は戻らず、母親はパニック状態に陥った。その後、長兄ウラジミールは警察と革命家の間の戦いで「傍観者」として捕らえられた後、無事帰宅した。しかし次兄ニコライはジョージアで消息不明となってしまった。その後生存報告が聞かれなかった。そのため、家族はチフスで亡くなったのではないかと推測した。その後まもなく、第二皇帝ニコライ2世が逮捕され退位した。 アレクセイエフは少年の頃、共産主義に魅了されていた時期もあったが、十月革命がきっかけで自分の立場を再考した。

### 20歳：海軍兵学校から脱走、パリに向かう
1921年、20歳のアレクセイエフは、海軍兵学校生としてシベリアを横断するために、母方の叔父と夏を過ごしたウファの街を離れなくてはならなかった。アレクセイエフを含む生徒らはウラジオストクの港に行き、ロシア帝国皇帝軍として最後に出航する船に乗りこんだ。船はエジプトに到着したが、のカイロまで行き、イギリス人によって購入された。旅の途中で数隻のボートに乗って、彼らはある時点でカイロに行き、
そこで彼らのボートは製品輸送のためにイギリス人によって購入されました。しかし、乗組員は当分の間留まり、サウサンプトンからカイロに石炭を輸送するために乗組員を維持していた。しかし乗り換え地の1つで、嵐が襲ってきたため彼らはフランスのコート・ダジュールに停泊した。
その地でアレクセイエフは一人で脱走し、パリ行きの船に飛び乗った。パリに住んでいたロシア出身の舞台美術家セルゲイ・スデイキンへの自己推薦状を片手に。

### パリでの生活
アレクセイエフの自己推薦状は見事受理され、前衛的であったピトエフ劇場の舞台美術のデザインと塗装の仕事が始まった。アレクセイエフは芸術家たちが集うパリのモンパルナスに住み始めた。 1920年代のモンパルナスは狂乱の時代、エコール・ド・パリの芸術家たちの中心地として有名であり、独創性のある者はどんな変人であれ受け入れられた。また、仕事場のピトエフ劇場にて主演女優の一人グリネフスカヤと出会う。

#### 22歳：結婚、娘誕生
1923年、22歳のアレクセイエフは、24歳のグリネフスカヤと結婚した。グリネフスカヤの父親は、ロシア、サンクトペテルブルクの高官であった。しかし、 貴族の血統を守るため、グリネフスカヤの母親と婚姻関係を結んでおらずグリネフスカヤは私生児であった。そのため2歳の時、養子縁組をさせられるためパリに送られた。グリネフスカヤの母親は娘を連れ去られ、母国ポーランドへのチケットを渡された。グリネフスカヤはパリでミュージカルサロンを経営していたグリネフスカヤの父親の妹カティアの養子となった。
成長したグリネフスカヤは叔母の元を去り、前衛的なピトエフ劇場の主演女優となった。ロシアの演出家コンスタンチン・スタニスラフスキーがパリに訪れた際グリネフスカヤの演技を見て母国ロシアに戻すことをオファーしたが、グリネフスカヤは断り、アレクセイエフの側に残った。
娘誕生
1923年、アレクセイエフとグリネフスカヤの娘、スヴェトラーナが誕生する。
娘スヴェトラーナ・ロックウェル
アレクセイエフの娘スヴェトラーナは後に、パリで当時演劇を学びに来ていたアメリカ人のポール・ロックウェルと出会い結婚し、スヴェトラーナ・ロックウェルとなる。その後夫婦はアメリカマサチューセッツ州ボストンに移り住む。また、彼女はパステルとアクリル絵の具を使用するアーティストである。彼女は、家族の物語を正確に説明した回想録を書き残している。
孫アレクサンダー・ロックウェル
スヴェトラーナ・ロックウェルの息子（映画監督アレクサンダー・ロックウェル）はケンブリッジで育つ。20代前半になるとニューヨークに移り住み、タクシー運転手と炭酸水の配達員、サックスフォン奏者として生計を立てた。そして16mmボレックスカメラを購入し自分の映画を作り始めた。
また彼は、本「Itineraire d’un Maitre」にて、祖父について彼の作品に与えた影響を認め、「私の人生に祖父以上の影響はなかった。祖父の存在によって、私は独りではないことを知っていた。」  と書いている。
娘誕生後
娘が誕生した頃、アレクセイエフは、彼は最初の珍しいイラスト本を描いたため、名を知られるようになった。しかし、硝酸を使って版画技法であるアクアチントをしているときに片方の肺を失い、療養所で2年間過ごすこととなった。その間、妻グリネフスカヤはアレイセフの道具を手に取り、版画の仕方を学び、代わりとなって家族の稼ぎ手となった。 ピンスクリーンの発明はクレア・パーカーとアレクセイエフの功績によるものだが、グリネフスカヤは、8歳の娘と一緒に、アレクセイエフのピンスクリーンの製作を最初に手伝っている。

### クレア・パーカーの登場
1931年、25歳のクレア・パーカーは芸術を学ぶため、アメリカからフランスのパリに来ていた。（アレクセイエフ当時30歳、娘スヴェトラーナ7歳。）
クレアパーカーは、マサチューセッツ州ボストンで1906年8月31日に生まれた。家族は裕福な著名な一家で、女性であったクレア・パーカーに対して教育差別をしなかったため、彼女はマサチューセッツ工科大学を卒業することが出来た。彼女には好きな場所へ旅行したり、欲しいものを読み、好きな人と付き合ったりする自由があった。 （彼女は10代の頃に父親とウイスキーで酔っぱらったことがあると話した。）彼女は20代の時、他の男性のアメリカ人アーティスト、作家、同世代の知識人と同じように、パリに向かった。
クレア・パーカー、アレクセイエフに会う
パリに着いたクレアパーカーは何かを創造したいという衝動に駆られたが、具体的に何をすべきかわからなかった。ちょうどその時、パリに住んでいたメキシコ人の弁護士の親友が、彼女にアレクセイエフの本を渡した。そのイラストに彼女は感銘を受け、アレクセイエフに会って勉強したいという手紙を出版社に書いた。そして、アレクセイエフが住んでいたヴォールペニル（Vaux-le-Pénil）に訪れた。
「私は白いあごひげを生やした怖い老人に会うと思っていた...。でも現れたのは背が高く、茶色で、ハンサムで、上品な30歳の男性だった。初めて会った夜、私たちは、セーヌ河岸で手をつないで帰った。そして、2回目の勉強会は存在しなかった。」 と彼女は笑いながら回想している。  　Claire Parker, An Appreciation1996年ジャンアルベルト・ベンダッツィ執筆 より
ジャンアルベルト・ベンダッツィは、世界で最も稀有なアニメーション技法、ピンスクリーンアニメーションを開発したアレクセイエフとクレア・パーカー夫妻の親友であった。アレクセイエフのことを"アロシャ Alosha"というファミリーネームに基づくニックネームで呼び、1970年代頃（夫婦ら晩年の11年前頃）から交流。夫婦ら研究の紹介に大きな力を注ぎ、2001年には「アレクセイエフ: マスターへの道程」を出版。数々の貴重な証言を残している。

### 日本語訳：クレア・パーカー、ありがとう
アレクセイエフとクレア・パーカーは、自分たちの作品（禿山のー夜 [1933]、 鼻[1963]、 展覧会の絵[1972]など）を紹介する際、アレクセイエフを「芸術家」、クレア・パーカー「アニメーター」として紹介した。つまり、アレクセイエフが絵を作成し、クレア・パーカーがアニメーションで動かした。
二人の仕事上での関係は、夫婦関係と同じであった。幸せで愛情があり、創造的で、何よりも協力的だった。私は、アレクセイエフが思いついた動きをクレア・パーカーに提案している場面を目撃したことがある。彼女はそれを忠実に再現してテストした後、やめていた。
クレア・パーカーはよく私に「アレクセイエフは天才よ」と言った。彼女は、アレクセイエフをとても愛していたが恥ずかしがり屋で、もしくはわざと愛のためにアレクセイエフに伝えなかった。
アレクセイエフの才能はクレア・パーカー抜きでは発揮できなかったであろう。なぜなら彼の創造性を発展させたのは、クレア・パーカーだったからである。最初は、クレア・パーカーの家族による投資という実用的な方法だった。そして、彼と共に人生を歩み、エネルギー、自信、インスピレーションを与えた。

#### 彫刻のようなアニメーション Gravures Animées
クレア・パーカーは裕福であったが、ロシアの海軍兵学校から脱走してパリに来たアレクセイエフは違った。そのためクレア・パーカー家は、初期のピンスクリーン作りに投資をした。それによってアレクセイエフが発案した「彫刻のようなアニメーション　Gravures Animées」を作成するため、ピンスクリーンが実現され、最初の映画「禿山の一夜」（ムソルグスキーの交響詩を映像化した作品）が完成した。そのためピンスクリーンの特許は、クレア・パーカーだけの名前で登録されており、この映画を含むその他すべての映画は二人で署名されている。
しかしクレア・パーカーは、「自分が最も責任を感じたのは、ピンスクリーンではなく、1935年から1940年の間にさまざまな技術を使用して作成したコマーシャルフィルム20編である」と主張した。彼女はこれらの映画を監督し、アレクセイエフは画像を作成し、彼らの協力者エティエンヌ・ライク（Etienne Raik）がアニメーション化した。（アレクセイエフの元妻であり、制作チームの4番目のメンバーであるグリネフスカヤの貢献が実際に何であったかは、あまり明確ではない。）
しかし、彼らが製作したコマーシャルフィルムの多くは、モノクロで表現することを好んでいた夫婦からしてみれば奇妙に思えたかもしない。なぜならアレクセイエフはカラー映画の色が好きではなかったからだ。彼は、本の挿画絵のための木版画を通して、有彩色を好きになろうと挑戦したが、「クレアが刷ったものだったが自分にとってあまりにも装飾的だと感じた。」と言った。
クレア・パーカーはアメリカ英語のアクセントが若干あったが完璧なフランス語を話した。病床に伏していた夫のために、ドストエフスキーを朗読するほどの十分なレベルのロシア語も習得していた。また、ロシアの古典も詳しかった。そのため、「鼻（ロシアの小説家ゴーゴリが基になった作品）」、「展覧会での絵画」などの映画を作るときに、アレクセイエフの出身国であるロシアと密接した作品を製作できた。3つのテーマ（両方ともムソルグスキーから）。
クレア・パーカーは、洗練された、知的な学者だった。そして、彼女はいつも信じられないほど、魅力的に繊細で、率直であった。私が彼女にこれまでのお気に入りの映画を聞いたところ、彼女はすぐに「トム・ミックスの美しい白い馬が出てくる映画！」と言った。

#### クレア・パーカーとの生活
アレクセイエフと彼の妻グリネフスカヤは、クレア・パーカーを寄宿生として自宅に受け入れることした。しかし数ヶ月後、クレアはアレクセイエフの恋人となってしまった。彼の妻グリネフスカヤは当初困惑していたが、何とか苦労してその状況を受け入れた。アレクセイエフの家族とクレア・パーカーはパリに移り、左岸にいくつかアーティストスタジオを借りた。彼らはさまざまなプロジェクトで協力した。彼らが映画を作り始めたとき、クレア・パーカーはカメラマンになり、妻グリネフスカヤは映画の小道具とセットを作り、描いた。しかし、最初の大きなピンスクリーンが構築された後、クレア・パーカーとアレクセイエフはピンスクリーンのみで作業した。
妻グリネフスカヤとクレア・パーカーの両方が映画の成功に大きく貢献した。グリネフスカヤは批判的であったが、クレア・パーカーはより良い技術的、また数学的スキルを持っていた。またグリネフスカヤが批判的であった中、クレア・パーカーはアレクセイエフに対して忍耐強く、彼を頻繁に褒め称えた。
アレクサンドル・アレクセイエフ、クレア・パーカー、グリネフスカヤは、約25のストップモーションアニメーションのCMを製作した。彼らは、「芸術的」映画と「商業的」映画の間に大きな違いは見られなかったと伝えられているが、経済的に維持するためであった。時々、伝統的なアニメーション映画やコマーシャルを作るとき、彼らはまた、4番目のパートナーであるアニメーターのエティエンヌ・ライクを持っていました。 コマーシャル映画とアート映画のほとんどはアレクセイエフとクレア・パーカーの功績によるものだが、アレクセイエフのチームを結成した各個人の貢献を区別することは困難です。グループには、妻アレクサンドラ・グリネフスキー、エティエンヌ・ライク、ピエール・ゴロディッチ、ジョージズ・バイオレットが含まれていた。
最初の大きいピンスクリーンを構築した後、Alexeieffとパーカーは1931年に最初のpinscreenフィルム上の仕事を始めた。白頭山、の適応に関するナイト作品によってモデスト・ムソルグスキー、彼のお気に入りのロシアの作曲。ムソルグスキーの作曲と映画のテーマは、ロシアのキエフ近くのトリグラウ山の夏至での魔女の安息日です。しかし、この映画は物語ではなく詩的であり、物語ではなく一連のイメージです。 この映画の製作には2年かかった。
ピンスクリーンの技術により、描画後に撮影された画像を消去することは不可能でした。一度撮影した画像は修正できませんでした。映画が研究室から戻るまで待たなければなりませんでした。したがって、いわば暗闇の中で2年間の仕事が考えられていました。ピンスクリーン自体の非永続性に加えて、アレクセイエフは映画のスケッチを作成せず、頭の中で各ショットを構成し、すぐに撮影しました。
パリのパンテオン劇場でのレセプションは非常に心強いものだった。新聞記事は前向きで、芸術家や映画評論家は、チームが漫画から離れて、より深刻なタイプのアニメーションを作成することに成功したと感じた。ただし、ピンスクリーンでの作業には時間がかかりコストがかかることが明らかになった。その結果、カナダ国立映画庁を除いて、メジャースタジオはピンスクリーンの使用を採用しなかった。
1936年、アレクセイエフはベルリンのドイツ映画グループに雇われ、アニメーションスタジオを率いた。彼はドイツ製品のアニメーション映画をいくつか制作し、オーストリアのドイツ併合であるアンシュルスの直前にパリに戻りました。 1940年にドイツがオランダとベルギーに侵攻したとき、アレクセイエフはドイツの映画プロデューサーが来て、彼が拒否したであろうプロパガンダ映画を作るように頼むことを期待していた。したがって、彼は彼らの古いフォード自動車を詰め込み、家族はボルドーの米国大使館でビザを取得するために南に逃げた。
1940年アレクサンドル・アレクセイエフは、アレクサンドル・グリネフスキーと離婚し、アメリカに到着後、クレア・パーカーと結婚した。グリネフスキーとスヴェトラーナは別々に住んでいた。
1943年、彼らはカナダに移り、カナダ国立映画庁からの資金提供を受けて、2番目のピンスクリーン映画「In Passing （アンパッサン）」を制作した。 1944年にリリース。 4人は1946年にフランスに戻った。

### その後の人生
クレア・パーカーとアレクセイエフはパリに戻り、彼らは多くの広告映画を作った。アレクセイエフは、IllusorySolidsのTotalizationまたは単にTotalizationと呼ばれる手法を発明した。このプロセスでは、長時間露光で動くオブジェクトを撮影して、動きの経路のトレースをキャプチャする。結果の画像は、ソリッドオブジェクトの外観を提供します。たとえば、この方法で撮影された振り子のパスは、中実の半円のように見えます。 このテクニックは彼らの広告にユニークな外観を与えました。
アレクサンドル・アレクセイエフとクレア・パーカーはピンスクリーンを使って映画を作り続けた。 1962年に、彼らは、オーソンウェルズのフランツカフカの小説「審判」の映画版のプロローグを作成した。 これは、アレクサンドル・アレクセイエフとクレア・パーカーが作った映画の中で広く配給された。このシーケンスでは、ピンスクリーンはアニメーション化されていない。代わりに、オーソン・ウェルズがカフカのたとえ話「法の前に」を読んでいる間、静止画が撮影されました。
1963年にはピンスクリーンで作成された最初の物語映画、「鼻」が発表された。「鼻」は、ニコライ・ゴーゴリの風刺的な短編小説に基づいて作られた。この映画は、鼻を失ったロシアの役人と、鼻自体の冒険、そして鼻を見つけた床屋の物語である。
1972年8月7日、アレクセイエフとパーカーは、カナダ国立映画庁（NFB）に招待された。これはアニメーターのグループにピンスクリーンをデモストレーションするためである。このデモストレーションは撮影され、NFBから「ピンスクリーン」として発表された。この映画は、 「Pinscreen Tests （1961）」とともに、ノーマン・マクラレン（Norman McLaren ）：The Master'sEditionのディスク7に掲載されている。
同じ年に、彼らはまた、展覧会のムソルグスキーの写真に基づいて、別の映画をリリースしました。この映画は2つのピンスクリーンを使用しました。メインのピンスクリーンの前に、2つ目の小さいピンスクリーンを取り付けました。この2番目のピンスクリーンは回転させることができるため、より立体感のある錯覚を与えることができます。 しかし、映画は完成しなかった。 
彼らの最後の映画、「三ムード」（トロワテーマ）は、pinscreenに作られた、と最初の1980年3月には、イタリア・ミラノに示します。ムソルグスキーの3つの作品に基づいている。

### 晩年
1981年、クレア・パーカーはパリで1981年10月3日に亡くなり、アレクセイエフは翌年亡くなった。二人の遺体はニースフランス（Nice France）に埋葬されている。彼とパーカーの間には子供はいない。

## ピンスクリーン
アレクセイエフは、ピンスクリーンを発明し、約6本の短編映画を制作した。
アレクセイエフが作成したピンボードは、3 x 4フィートの直立した穴あきボードであり、そこに100万本のヘッドレススチールピンが挿入されている。
ピンスクリーンの最初の試作品は、第一の妻アレクサンドラ・グリネフスキーと娘のスヴェトラーナの助けを借りて作られた。それは、ピンが挿入されたグリッドで穴が開けられた帆布で構成されている。その後、クレアパーカーとアレクセイエフは、禿山の一夜（1933年）を撮影するために、最初の大きなピンスクリーンを作成した。パーカー家はその建設費を支払った。
アレクセイエフは、画面上に画像を作成する前にスケッチを作成しなかった。クレアが画面の裏側で作業している間、彼は画面の表側の各ステージを考案しました。小さな人工工具を使用して、ボード上にさまざまなパターンを作成しました。フォーク、スプーン、ナイフ、ブラシ、カップ、プリズム、めん棒などの日常用品が使われた。
各フレームは一度に1つずつ作成された。この骨の折れる技術には、多くの注意と工夫が必要。

## 家族
二人の兄
アレクセイエフには、ウラジミールとニコライという2人の兄がいた。
長兄ウラジミール
長兄ウラジミールは、関係を持っていたモスクワの女優から梅毒をうつされていたため、母親によって自室に隔離されていた。最終的にウラジミールは「病気を移さないように」と拳銃自殺を図り、亡くなる前、アレクセイエフに「あなたはとても才能がある。描き続けよ」と言い残した。 
次兄ニコライ
次兄ニコライは、片方の耳が聞こえなかったたため教育を受けることが出来なかった。1917年のロシア革命の間に、ロシアのジョージアで消息不明となった後、生存報告が聞かれなかったため、家族は当時流行ったチフスで亡くなったのではないかと推測した。
父親
父親アレクセイ・アレクセイエフは、ツァーリ（ロシア帝国の皇帝の）軍の将校（駐在武官）で頻繁に不在だったため、めったに会うことはなかった。その後、ドイツのバーデンバーデンで37歳の任務中に亡くなる。父親は中東についての情報を握っていたので、トルコ人に撃たれたと推測されている。 
母親
母親は、アレクセイエフにロシア語ではなくフランス語の練習をさせるため、毎日アレクセイエフを外に出し、共に散歩をした。その他の世話は、乳母に任せていた。 夫の訃報を聞いた母親は子供たちに行き先を告げずドイツへ旅立った。そして母親が戻った時、アレクセイエフは初めて父親が死んだことを知った。 

## 影響を与えた人物

### スヴェトラーナ・ロックウェル
娘スヴェトラーナ・ロックウェル（旧姓アレクセイエフ）は、パステルとアクリルを使用するアーティストである。彼女は、家族の背景を正確に説明した回想録を書いた。

### アレクサンダー・ロックウェル
孫アレクサンダー・ロックウェルは、本「Itineraire d’un Maitre」にて、祖父について彼の作品に与えた影響を認め、「私の人生に祖父以上の影響はなかった。祖父の存在によって、私は独りではないことを知っていた。」  と書いている。「Itineraire d’un Maitre」は、ユーリ・ノルシュタイン、ニコライ・イズボロフ、オレグ・コバロフ、ジョルジュ・ニヴァト、クローディン・エイジクマン、ガイ・フィフマン、ドミニク・ウィロビー、スヴェトラーナ・ロックウェル、アレクサンダー・ロックウェルのエッセイで構成されている。

### ジャック・ドゥルーアン
カナダ国立映画庁のアレクサンドル・アレクセイエフの唯一の弟子、ジャック・ドゥルーアンは、ピンスクリーンアニメーションでいくつかの映画を製作した。

### ユーリ・ノルシュテイン
ロシアのアニメーター、ユーリ・ノルシュテインは、アレクサンドル・アレクセイエフと同様の美的で物語的なスタイルを持っており、彼のエッセイには、彼の映画「テイルズ・オブ・テイルズ」とアレクセイエフの「スリー・ムード」の牛のキャラクターを比較したイラストの詳細が含まれている。ロシアのアーティストによく見られる。彼は人生のほとんどをフランスで過ごしたが、ロシア人としてアレクセイエフのアイデンティティは彼の作品に強く影響している。

## 関連人物

### ジャンアルベルト・ベンダッツィ
アレクセイエフとクレア・パーカー夫妻の親友。アレクセイエフのことを"アロシャ Alosha"というファミリーネームに基づくニックネームで呼び、1970年代頃（夫婦ら晩年の11年前頃）から交流。夫婦ら研究の紹介に大きな力を注ぎ、2001年には「アレクセイエフ : マスターへの道程」を出版。数々の貴重な証言を残している。「私は夫婦の人生の最後の11年間親しかったが、それでも二人のどちらが何をしたのか正確に知ることはほとんど不可能であったと感じた。」と語っている。

### ロビン・アラン
ロビン・アランは、アレクセイエフの最初のピンスクリーン映画、禿山の一夜（1933）を、7年後に作成されたディズニーの「ファンタジア」の同じシーケンスと比較している。アランは、ディズニーの芸術家（またはディズニー自身）がアレクセイエフのムソルグスキー音楽作品のアニメーション版を見たという「直接的な証拠」はないと述べていますが、ディズニーはヨーロッパの芸術家の影響を受けており、アレクセイエフに触発されたのは明確であるという説得力のある主張をしている。可能性。

### ミシェル・ルヴェルディ
作曲家ミシェル・ルヴェルディのエッセイには、アレクセイエフの映画と音楽との関係についての啓蒙的な考察が含まれており、音楽的、視覚的、時間的構成における形式、リズム、対位法の意味を比較している。

## フィルモグラフィー

### 芸術映画
| 年     | 映画                                                          | 音楽                                                                                | ノート |
| ------ | ------------------------------------------------------------- | ----------------------------------------------------------------------------------- | --- |
| 1933年 | Die Nacht auf dem Kahlen Berge （英訳：禿山の一夜）           | ムソルグスキーによる禿山の一夜。到着リムスキー-コサコフ。ロンドン交響楽団による演奏 | ピンスクリーンで作られた最初の映画。 アレクシエフとパーカーはプロデューサーとしてクレジットされている。 |
| 1943年 | アンパッサン英語訳：通過中                                    | カナダのフォークソング                                                              | カナダ国立映画庁製作。 映画は、ポピュラーソングとしてノーマンマクラーレンによってC'estL'Avironと一緒にリリースされました                                                                                              |
| 1960年 | Propos de Jivago 英語訳：Zhivagoについて                      |                                                                                     | ドキュメンタリー映画。 |
| 1961年 | ピンスクリーンテスト                                          |                                                                                     | パリのスタジオで撮影された簡単なアニメーションテスト |
| 1962年 | The Trial （1962）のタイトルシーケンス。 オーソンウェルズ監督 |                                                                                     | |
| 1963年 | 鼻                                                            | ハイミンによる即興                                                                  | ニコライ・ゴーゴリの短編小説に基づく。 1964年ベルギー、クノック・ル・ズーテ国際芸術映画祭でラヌア伯爵賞を受賞。 1964年ベルリン国際短編映画祭の卒業証書を受賞。 佳作、高品質の映画、フランス国立映画センター、1963年。 |
| 1971年 | 月のユニバースのためのセグメントillustreé 私の図解された世界  |                                                                                     | テレビドキュメンタリー ジャン・マウセル監督 |
| 1972年 | 展覧会の絵英語翻訳：展覧会の絵                                | ムソルグスキー。到着リムスキーコルサコフ                                            | 通常のスクリーンの前に取り付けられた小さな回転ピンスクリーンを使用しました。 佳作、芸術性の高さ、フランス国立映画センター。                                                                                           |
| 1980年 | トロワのテーマ 英語訳：3つのテーマ                            | ムソルグスキー。到着リムスキーコルサコワ                                            | 1980年外国映画祭審査員賞を受賞 |

### 広告
| Year      | Film                                                          | Client                            | Technique                           |
| --------- | ------------------------------------------------------------- | --------------------------------- | ----------------------------------- |
| 1934      | La Belle au bois Dormant Sleeping Beauty                      | Vins Nicolas (vineyard)           | dolls, drawing                      |
| 1935      | Les deux armies The Two Armies                                | Creme Simon (cosmetics)           | object animation                    |
| 1935      | Parade des Chapeaux Parade of Hats                            | Sools (Hats)                      | object animation                    |
| 1935      | La trône de France The Throne of France                       | Levitan (furniture)               | object animation                    |
| 1936      | Aroma                                                         | Franck Aroma (coffee)             | object animation                    |
| 1936      | Tiré à quatre épingles Pulling Four Needles                   | Sigrand (Menswear)                | object animation                    |
| 1936      | Davros Ronde                                                  | Davros (cigarettes)               | object animation                    |
| 1936      | Jeu de cartes Card Game                                       | Creme Simon (cosmetics)           | object animation                    |
| 1936      | De l'or About Gold                                            | Huilor (Cooking oil)              | object animation                    |
| 1936      | Opta empfängt                                                 | Radio Löwe                        | object animation                    |
| 1936      | La naissance de Venus                                         | Creme Simon (cosmetics)           | object animation                    |
| 1936      | Cenra                                                         | Cenra (Wrapping Paper)            | object animation                    |
| 1936      | Lingner Werke                                                 | Lingner (Toilet Paper)            | object animation                    |
| 1937      | Etoiles nouvelles New Stars                                   | Davros (cigarettes)               | object animation                    |
| 1937      | Palette d'artiste The Artist's palette                        | Balatum (linoleum)                | object animation                    |
| 1937      | Evian                                                         | Evian (mineral water)             | object animation                    |
| 1937      | Le Rayon vert The Grean Ray                                   |                                   | objekt animation                    |
| 1938      | Grands feux Great Fires                                       | Nestor Martin (foundry)           | object animation                    |
| 1938      | Etude sur l'harmonie des Lignes Study on the Harmony of Lines | Gaine Roussel (lingerie)          | object animation                    |
| 1939      | Jaffa                                                         | Jaffa Oranges                     | object animation                    |
| 1939      | Gulfstream (unfinished)                                       | Gulfstream (water-heater)         |                                     |
| 1943–1944 | Animated Logo                                                 | US Office of War, Film Department | pinscreen                           |
| 1952      | Fumées Smoked                                                 | Van der Elst (tobacco)            | pinscreen                           |
| 1953      | Masques Masks                                                 | Van der Elst (tobacco)            | object animation, totalization      |
| 1954      | Nocturne                                                      | Ultra Therma (blankets)           | object animation                    |
| 1954      | Rimes Rhymes                                                  | Brun (pastries)                   | object animation                    |
| 1954      | Pure beauté Pure beauty                                       | Monsavon (soap)                   | object animation                    |
| 1955      | Le Buisson ardent The Burning Bush                            | Esso (petroleum products)         | object animation                    |
| 1955      | La Sève de la terre The Sap of the Earth                      | Esso (petroleum products)         | object animation, totalization      |
| 1956      | Bain d'X Mr. X's Bath                                         | Bendix (Washing Machine)          | object animation, totalization      |
| 1956      | Osram arbe Osram tree                                         | Osram (lighting)                  | object animation                    |
| 1956      | Osram cage                                                    | Osram (lighting)                  | object animation                    |
| 1956      | Osram oeufs Osram eggs                                        | Osram (lighting)                  | object animation                    |
| 1956      | Osram lustre Osram lights                                     | Osram (lighting)                  | totalization                        |
| 1956      | Quatre temps Four seasons                                     | Blizzand                          | object animation, pinscreen         |
| 1957      | Cocinor                                                       | Cocinor (film distributors)       | totalization                        |
| 1957      | 100%                                                          | Nescafé (instant coffee)          | object animation, totalization      |
| 1958      | Automation                                                    | Renault (automobiles)             | object animation, location shooting |
| 1958      | Anonym Anonymous                                              | L'Oreal (cosmetics)               | object animation                    |
| 1958      | Divertissement                                                | Regie des Tabacs (cigarettes)     | totalization                        |
| 1958      | Constance                                                     | L'Oreal (cosmetics)               | totalization                        |
| 1961      | L'eau Water                                                   | L'Oreal (cosmetics)               | drawing, totalization               |

| 年   | タイトル名                           | 英                        | 製作者                                                 |
| ---- | ------------------------------------ | ------------------------- | ------------------------------------------------------ |
| 1960 | アレクセイエフとピンボード           | Alexeieff at the Pinboard | パリのスタジオで撮影された                             |
| 1971 | アレクサンドル・アレクセイエフの肖像 | Portrait of Alexeieff     | モーリス・デベゼ（Maurice Debeze）                     |
| 1972 | ピンスクリーン                       | Pin Screen                | カナダ国立映画庁でのピンスクリーンデモンストレーション |
| 2002 | アルフェオーニについての夢           | Dreams about Alfeoni      | ウラジミール・ネペヴニー（Vladimir Nepevny）           |

## アレクサンドル・アレクセイエフによって制作された本
- ギヨーム・アポリネールの本、「Les Épingles」Éditions des Cahiers libres、1928年
- レオン＝ポール・ファルグの本「ポエメス（Poëmes）」Librairie Gallimard NRF、1931年